# Craticulina bequaerti
Craticulina bequaerti är en tvåvingeart som beskrevs av Gustavo Venturi 1958. Craticulina bequaerti ingår i släktet Craticulina och familjen köttflugor.
Artens utbredningsområde är Israel. Inga underarter finns listade i Catalogue of Life.